# Faro del Créac'h
El faro del Créac'h es un faro situado sobre la isla de Ouessant, en el departamento de Finisterre, Francia.
Con un alcance de 32 millas (casi 60 km), es considerado el más potente de Europa y uno de los más potentes del mundo.
El decreto de su construcción fue firmado en 1860 y se encendió por primera vez en 1863. Junto con el faro de Bishop Rock en Inglaterra, señala la entrada del canal de la Mancha a los barcos que vienen del océano Atlántico. En 1888 comenzó a funcionar con electricidad, y en 1912 fue equipado de una radio. En la Exposición Universal de París de 1937 se presentó una nueva linterna que entró en funcionamiento en 1939 y que le convirtió en el faro más potente de la época. En 1971 empezó a utilizar bombillas de xenón. En la actualidad éstas están compuestas de yoduros metálicos, y tienen 2000 W.
Desde 1988 cobija el Museo de Faros y Balizas, dedicado a la historia de la señalización marítima.

## Galería
|                               |
| Faros en la isla de Ouessant. |

|           |
| Semáforo. |

|                   |
| Faro del Créac'h. |